# Friuli Grave Sauvignon
Le Friuli Grave Sauvignon est un vin italien de la région Frioul-Vénétie Julienne doté d'une appellation DOC depuis le 1er octobre 1985. Seuls ont droit à la DOC les vins blancs récoltés à l'intérieur de l'aire de production définie par le décret.

## Caractéristiques organoleptiques
- couleur : jaune paille plus ou moins intense
- odeur : délicate et caractéristique
- saveur : fraîche, harmonieuse, sèche

Le  Friuli Grave Sauvignon se déguste à une température comprise entre 8 et 10 °C. Il se boit jeune mais il se gardera 2 – 3 ans.

## Production
Province, saison, volume en hectolitres :
- Pordenone (1990/91) 6612,35
- Pordenone (1991/92) 6715,72
- Pordenone (1992/93) 11981,3
- Pordenone (1993/94) 14640,53
- Pordenone (1994/95) 15196,35
- Pordenone (1995/96) 14580,2
- Pordenone (1996/97) 18678,59
- Udine (1990/91) 3910,3
- Udine (1991/92) 4151,61
- Udine (1992/93) 5333,26
- Udine (1993/94) 5974,5
- Udine (1994/95) 6979,97
- Udine (1995/96) 6003,14
- Udine (1996/97) 7553,8